# Ray Crawford (Musiker)
Ray Crawford  (* 7. Februar 1924 in Pittsburgh; † 30. Dezember 1997 ebenda)  war ein US-amerikanischer Jazz-Gitarrist.
Ray Crawford spielte 1941 bis 1943 zunächst Tenorsaxophon und Klarinette bei Fletcher Henderson, musste aber wegen einer Tuberkulose-Erkrankung diese Instrumente aufgeben und wechselte zur Gitarre. Er gehörte von 1949 an zu den Four Strings um Joe Kennedy, Jr., von 1950 bis 1955 zu den frühen schlagzeuglosen Trios von Ahmad Jamal, zu hören auf seinen Aufnahmen für Okeh und Epic Records (Chamber Music of New Jazz, The Complete Okeh, Parrot & Epic Sessions 1951–1955), wo er auch die Rhythmusfunktion übernahm. Crawford wirkte dann bei Plattensessions von Babs Gonzales, Gil Evans (Great Jazz Standards, 1959 und  Out of the Cool, 1960) mit. 1961 nahm er auf dem Candid-Label ein erstes Album unter eigenem Namen auf, Smooth Groove,  mit Johnny Coles, Cecil Payne, Junior Mance, Ben Tucker und Frankie Dunlop. 1962 war er Mitglied im Sextett von Curtis Amy und Dupree Bolton (Katanga); auch spielte er ab 1958 bis in die 1980er Jahre mit Jimmy Smith (u. a. Aufnahmen mit Bill Henderson, 1958). Außer dem Candid-Album nahm er noch zwei LPs für die Label Dobre (1977)  und United National (1978) auf. Er ist auch auf Alben von Lorez Alexandria, Lou Donaldson, Lou Rawls, Sonny Criss und Tom Waits (Blue Valentine) zu hören.
Nach Ansicht von Cook/Morton erinnert sein Spiel auf Smooth Groove an Grant Green und Kenny Burrell.